# Otto von Plüskow
Hermann Otto Hugo Ferdinand von Plüskow (né le 20 juin 1852 à Weimar et mort le 26 mars 1925 à Cassel) est un général d'infanterie prussien.

## Biographie

### Origine
Il est issu de la famille noble von Plüskow (de).

### Carrière militaire
Plüskow fait ses études à l'école régionale de Pforta. Il s'engage ensuite le 1er avril 1872 comme cadet dans le 1er régiment à pied de la Garde de l'armée prussienne et est promu le 16 octobre 1873 sous-lieutenant. À ce titre, il travaille à l'école des sous-officiers de Potsdam à partir d'octobre 1879, accède au grade d'adjudant en avril 1880 et est promu premier lieutenant le 27 mai 1882. Du 3 avril 1883 au 19 décembre 1885, Plüskow est commandé au service du prince héréditaire Bernard de Saxe-Meiningen. Le 26 octobre 1887, il rejoint la 1re brigade d'infanterie de la Garde en tant qu'adjudant et est promu Hauptmann en même temps que commandant de compagnie le 27 janvier 1888 dans le 1er régiment à pied de la Garde. Deux ans plus tard, il est nommé commandant de la compagnie de corps, que Plüskow commande pendant les sept années suivantes. Entre-temps, il est promu major et commande le 2e, puis 1er bataillon du 1er régiment à pied de la Garde du 18 octobre 1897 au 2 août 1900. Le 22 mars 1902, il est promu lieutenant-colonel et nommé adjudant de service de Guillaume II. Il reste à ce poste pendant les neuf années suivantes. Cette nomination s'accompagna de la prise en charge de la compagnie de la Garde du château (de), que Plüskow ne commande toutefois que pendant trois ans à peine. Du 27 janvier 1905 au 1er mai 1908, il commande en tant que colonel, il commande le 1er régiment des grenadiers de la Garde. Chargé ensuite de diriger la 1re brigade d'infanterie de la Garde, Plüskow est également chargé des affaires en tant que commandant de Potsdam. Sa promotion au grade de major général, le 27 janvier 1909, le confirme dans ces deux fonctions. Il est ensuite muté à Darmstadt et en tant que lieutenant-commandant général de la 25e division d'infanterie. Le 1er janvier 1914, il est d'abord chargé de diriger le 11e corps d'armée et est finalement nommé général commandant le 17 février 1914.
Avec le déclenchement de la Première Guerre mondiale, il mène d'abord son corps d'armée en liaison avec la 3e armée en Belgique neutre, où il participe à l'encerclement et à la conquête de la ville et de la forteresse de Namur. Ensuite, Plüskow est transféré avec sa grande unité sur le front de l'Est. Il y est promu général d'infanterie le 30 août 1914 et fait ses preuves lors de la bataille des lacs de Mazurie qui suit. La campagne dans le sud de la Pologne s'ensuivit et, lors de la bataille de Łódź, il peut finalement s'emparer de cette importante ville industrielle après avoir subi de lourdes pertes. Jusqu'au début du mois de juillet 1915, son corps d'armée est engagé dans une guerre de tranchées le long de la ligne Rawka-Bzura, puis se déplace vers le nord et participe à la bataille de percée de Przasnysz à partir du 13 juillet. Dans la suite de l'offensive, son corps continue à avancer vers l'est et prend la forteresse de Pułtusk sur la Narew Pour cela, Plüskow est décoré de l'ordre de la Couronne de 1re classe, avec épées. Après d'autres combats de poursuite qui durent jusqu'à fin septembre 1915, Plüskow et son corps sont transférés sur le front ouest. Il y abandonne la grande unité le 12 mars 1917 et prend brièvement en charge le 8e corps d'armée. Le 10 mai 1917, en raison de son état de santé, Plüskow est transféré aux officiers de l'armée, décoré de l'ordre Pour le Mérite en reconnaissance de ses services sur le front de l'Est et, le 16 août 1917, mis à disposition et simultanément à la suite du 1er régiment de grenadiers de la Garde.